# Schots voetbalkampioenschap 1920/21
1920-21 was het 31ste seizoen in de Schotse voetbalcompetitie. De Rangers werden kampioen.

## Scottish League Division One
| Plaats | Team                | Wed | W  | G  | V  | DV | DT | DS  | Pts |
| ------ | ------------------- | --- | -- | -- | -- | -- | -- | --- | --- |
| 1      | Rangers             | 42  | 35 | 6  | 1  | 91 | 24 | 67  | 76  |
| 2      | Celtic              | 42  | 30 | 8  | 6  | 86 | 35 | 51  | 66  |
| 3      | Hearts              | 42  | 20 | 10 | 12 | 74 | 49 | 25  | 50  |
| 4      | Dundee FC           | 42  | 19 | 11 | 12 | 54 | 48 | 6   | 49  |
| 5      | Motherwell          | 42  | 19 | 10 | 13 | 75 | 51 | 24  | 48  |
| 6      | Partick Thistle     | 42  | 17 | 12 | 13 | 53 | 39 | 14  | 46  |
| 7      | Clyde FC            | 42  | 21 | 3  | 18 | 63 | 62 | 1   | 45  |
| 8      | Third Lanark        | 42  | 19 | 6  | 17 | 74 | 61 | 13  | 44  |
| 9      | Morton FC           | 42  | 15 | 14 | 13 | 66 | 58 | 8   | 44  |
| 10     | Airdrieonians       | 42  | 17 | 9  | 16 | 71 | 64 | 7   | 43  |
| 11     | Kilmarnock FC       | 42  | 17 | 8  | 17 | 62 | 68 | -6  | 42  |
| 12     | Aberdeen FC         | 42  | 14 | 14 | 14 | 53 | 54 | -1  | 42  |
| 13     | Hibernian           | 42  | 16 | 9  | 17 | 58 | 57 | 1   | 41  |
| 14     | Hamilton Academical | 42  | 14 | 12 | 16 | 44 | 57 | -13 | 40  |
| 15     | Ayr United          | 42  | 14 | 12 | 16 | 62 | 69 | -7  | 40  |
| 16     | Raith Rovers        | 42  | 16 | 5  | 21 | 54 | 58 | -4  | 37  |
| 17     | Falkirk FC          | 42  | 11 | 12 | 19 | 54 | 72 | -18 | 34  |
| 18     | Albion Rovers       | 42  | 11 | 12 | 19 | 57 | 68 | -11 | 34  |
| 19     | Queen's Park        | 42  | 11 | 11 | 20 | 45 | 80 | -35 | 33  |
| 20     | Clydebank           | 42  | 7  | 14 | 21 | 47 | 72 | -25 | 28  |
| 21     | Dumbarton           | 42  | 10 | 4  | 28 | 41 | 89 | -48 | 24  |
| 22     | St. Mirren          | 42  | 7  | 4  | 31 | 43 | 92 | -49 | 18  |

## Scottish Cup
Partick Thistle 1-0 Rangers FC

## Nationaal elftal
| Datum             | Plaats                   | Tegenstander  | Score | Competitie                | Schotland scorers                             |
| ----------------- | ------------------------ | ------------- | ----- | ------------------------- | --------------------------------------------- |
| 12 februari, 1921 | Pittodrie Park, Aberdeen | Wales         | 2-1   | British Home Championship | Andrew Wilson (2)                             |
| 26 februari, 1921 | Windsor Park, Belfast    | Noord-Ierland | 2-0   | British Home Championship | Andrew Wilson (pen), Joseph Cassidy           |
| 9 april, 1901     | Hampden Park, Glasgow    | Engeland      | 3-0   | British Home Championship | Andrew Wilson, Alan Morton, Andrew Cunningham |

- Scores worden eerst voor Schotland weergegeven ongeacht thuis of uit-wedstrijd

Football League: 1890/91 · 1891/92 · 1892/93

First Division: 1893/94 · 1894/95 · 1895/96 · 1896/97 · 1897/98 · 1898/99 · 1899/00 · 1900/01 · 1901/02 · 1902/03 · 1903/04 · 1904/05 · 1905/06 · 1906/07 · 1907/08 · 1908/09 · 1909/10 · 1910/11 · 1911/12 · 1912/13 · 1913/14 · 1914/15 · 1915/16 · 1916/17 · 1917/18 · 1918/19 · 1919/20 · 1920/21 · 1921/22 · 1922/23 · 1923/24 · 1924/25 · 1925/26 · 1926/27 · 1927/28 · 1928/29 · 1929/30 · 1930/31 · 1931/32 · 1932/33 · 1933/34 · 1934/35 · 1935/36 · 1936/37 · 1937/38 · 1938/39 · 1939/40 · 1940/41 · 1941/42 · 1942/43 · 1943/44 · 1944/45 · 1945/46 · 1946/47 · 1947/48 · 1948/49 · 1949/50 · 1950/51 · 1951/52 · 1952/53 · 1953/54 · 1954/55 · 1955/56 · 1956/57 · 1957/58 · 1958/59 · 1959/60 · 1960/61 · 1961/62 · 1962/63 · 1963/64 · 1964/65 · 1965/66 · 1966/67 · 1967/68 · 1968/69 · 1969/70 · 1970/71 · 1971/72 · 1972/731973/74 · 1974/75

Premier Division: 1975/76 · 1976/77 · 1977/78 · 1978/79 · 1979/80 · 1980/81 · 1981/82 · 1982/83 · 1983/84 · 1984/85 · 1985/86 · 1986/87 · 1987/88 · 1988/89 · 1989/90 · 1990/91 · 1991/92 · 1992/93 · 1993/94 · 1994/95 · 1995/96 · 1996/97 · 1997/98

Premier League: 1998/99 · 1999/00 · 2000/01 · 2001/02 · 2002/03 · 2003/04 · 2004/05 · 2005/06 · 2006/07 · 2007/08 · 2008/09 · 2009/10 · 2010/11 · 2011/12 · 2012/13

Premiership: 2013/14 · 2014/15 · 2015/16 · 2016/17 · 2017/18 · 2018/19 · 2019/20 · 2020/21